# Balanophyllia palifera
Balanophyllia palifera är en korallart som beskrevs av Pourtalès 1878. Balanophyllia palifera ingår i släktet Balanophyllia och familjen Dendrophylliidae. Inga underarter finns listade i Catalogue of Life.